# Miroslav Horníček

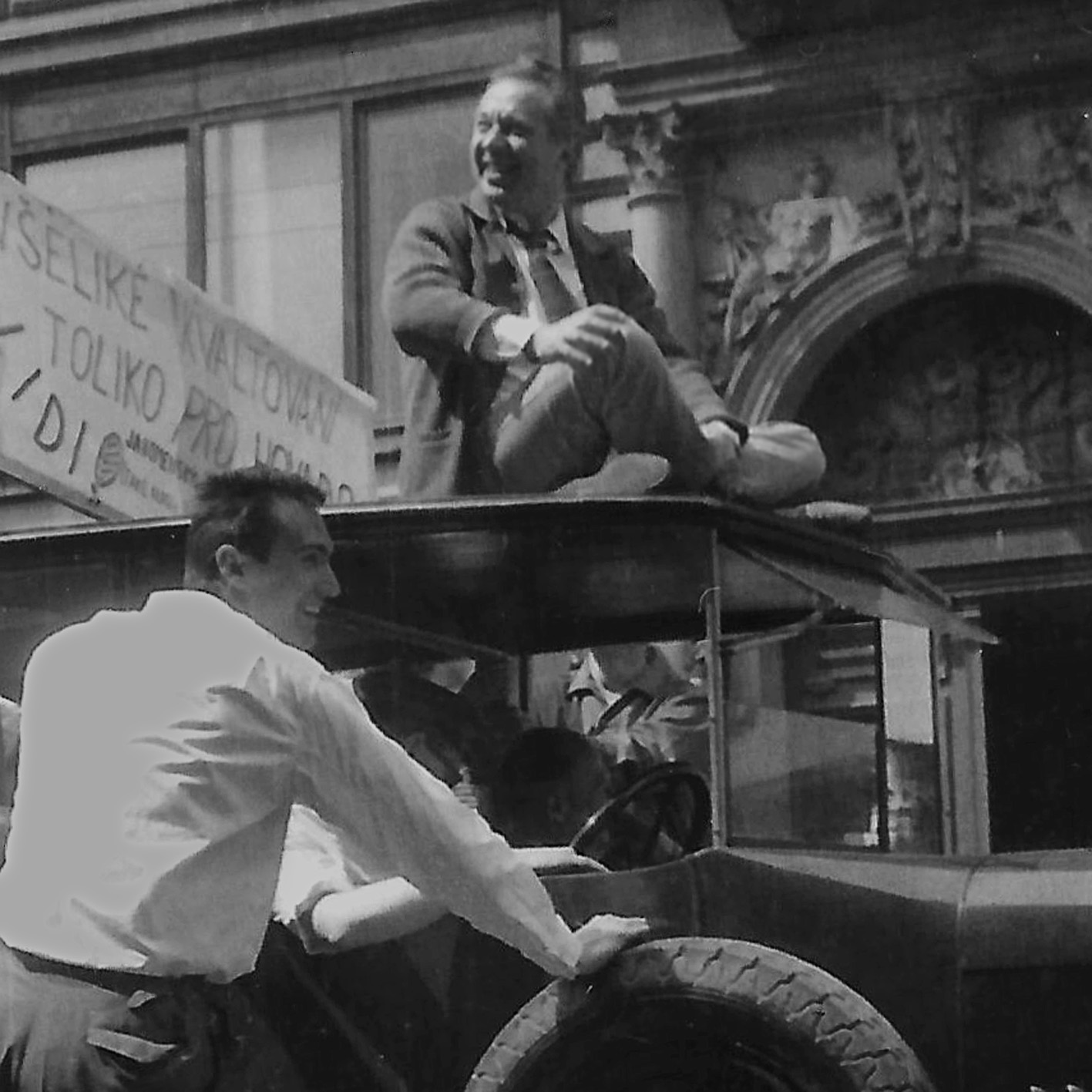
Miroslav Horníček

Miroslav Horníček (* 10. November 1918 in Plzeň; † 15. Februar 2003 in Liberec) war ein tschechischer Schauspieler, Schriftsteller, Regisseur, bildender Künstler und Theatertheoretiker.

## Leben
1955 bis 1961 war er Partner des Schauspielers Jan Werich im ABC-Theater in Prag. Seine größte Popularität brachten ihm jedoch Fernsehauftritte. 1967 nahm er an dem Avantgardeprojekt Kinomat der Autoren Alfréd Radok und Vladimír Svitáčka an der Weltausstellung in Montreal teil. In Theater und Film war er Partner von Jiří Suchý, Jiří Šlitr, Miloš Kopecký, Tomáš Sláma, Igor Šebo, Pavel Bobek und Pavel Dostál.
Impressionen der Weltausstellung veröffentlichte er in Feuilletons Ahornblätter (Javorové listy), in der Literaturzeitung (Literární noviny). Er ist geistiger Vater  kultureller Projekte. Weiterhin schuf Horníček  Surrealistische Collagen.

## Publikationen
- Dobře utajené housle, (dt.: Die verheimlichte Geige)
- Listy z Provence
- Vyznání
- Jablko je vinno
- Zpověď na konci cesty
- Julius a Albert

## Filmografie (Auswahl)
Darsteller
- 1959: Wo der Teufel nicht hinkam (Kam čert nemůže)
- 1964: Eine verrückte Familie (Táto, sežeň štěně)
- 1965: Ohne Paß in fremden Betten
- 1967: Tod hinter dem Bühnenvorhang (Smrt za oponou)
- 1972: Es waren einmal zwei Schreiber (Byli jednou dva písaři) (TV-Serie)

Drehbuch
- 1964: Eine verrückte Familie (Táto, sežeň štěně)